# Ватиканская апостольская библиотека
Ватика́нская апо́стольская библиоте́ка (лат. Bibliotheca Apostolica Vaticana) — библиотека в Ватикане, обладающая богатейшим собранием рукописей средневековья и эпохи Возрождения. Библиотека, основанная в XV веке папой Сикстом IV, постоянно пополняется, и в настоящее время её фонды насчитывают около 1 600 000 печатных книг, 150 000 манускриптов, 8300 инкунабул, более 100 000 гравюр и географических карт, 300 000 монет и медалей.
К библиотеке относится Ватиканская школа библиотекарей и лаборатория по реставрации и воспроизведению важных манускриптов (факсимиле).

## История

### Возникновение библиотеки

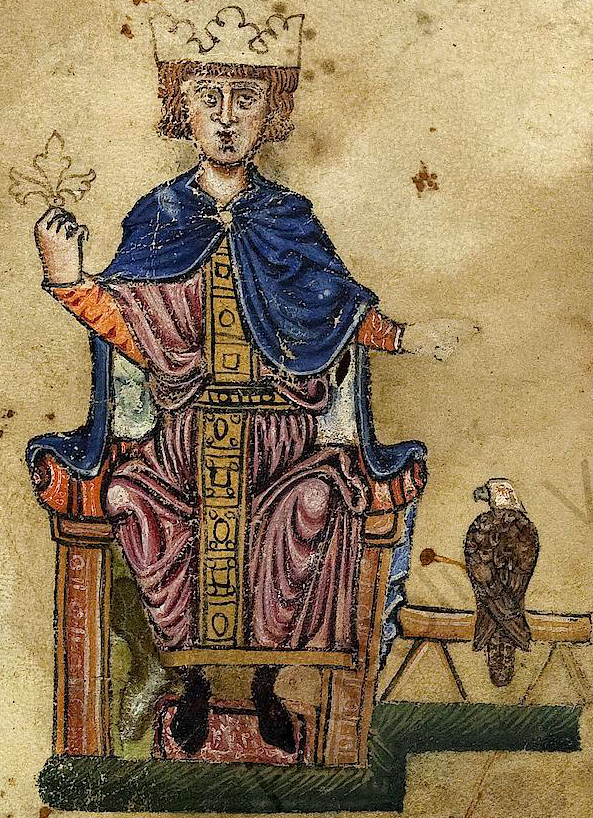
Изображение Фридриха II из его книги «De arte venandi cum avibus» («Об искусстве охоты с птицами»), конец XIII века

Начало собранию (архивные документы, литургические книги в виде свитков, лат. Volumina) Ватиканской библиотеки было положено в IV веке: тогда в Латеранском дворце был собран архив, упоминавшийся ещё при папе Дамасии I (384 год). В VI веке за собранием манускриптов стал наблюдать государственный секретарь Ватикана (лат. Primicerius Notariorum), а в VIII веке появилась должность библиотекаря Ватикана. Библиотека папы Бонифация VIII включала в себя кодексы, украшенные миниатюрами, в том числе 32 греческих манускрипта из собрания Фридриха II. В сентябре 1303 года часть его собраний подверглась разграблению. В 1310 году папа Климент V приказал перенести 643 ценных рукописи в Ассизи, но в 1319 году на город напали гибеллины, после чего многие документы из этой коллекции также были утеряны.
В 1318 году папа начал собирать третью библиотеку Ватикана. В Авиньоне библиотека располагалась в библиотечной башне дворца. Папа Иоанн XXII владел собранием книг, созданным для курии. Позднее часть книг была перевезена в Ватикан, в том числе последним авиньонским папой Григорием XI, однако большинство осталось в Авиньоне и позднее вошло в Национальную библиотеку Франции и собрание семьи Боргезе (возвращено в Ватикан в 1902 году и является по сей день частью апостольской библиотеки).

### Основание современной коллекции
Основателем современной (четвёртой) Ватиканской библиотеки считается папа Николай V, избранный в марте 1447 года. При его предшественнике папе Евгении IV было обнаружено 350 произведений на латыни, греческом и иврите. Эти рукописи и личное собрание папы Николая V составили основу Ватиканской библиотеки, всего 800 манускриптов на латыни и 353 на греческом. Папа значительно расширил коллекцию манускриптами из Европы и с Востока, так, например, по его указанию грамматик Альберто Энок д’Асколи (итал. Alberto Enoch d'Ascolli) отправился на поиски уцелевших собраний из императорской библиотеки Константинополя.
Формально общественная библиотека была основана 15 июня 1475 года буллой папы Сикста IV Ad decorem militantis Ecclesiae, тогда собрание составляло 2527 произведений. В 1481 году коллекция насчитывала уже 3500 манускриптов, в этом же году были построены несколько новых помещений, получивших названия по хранящимся в них коллекциям: греческая, латинская, секретная и папская библиотеки. Собрания можно было осмотреть на месте под строгим присмотром. Первым библиотекарем Ватиканской библиотеки папой Сикстом IV был назначен гуманист Бартоломео Платина.
Посланники папы Льва X отправились на поиски манускриптов по всей Европе. В письмах папа писал, что своим величайшим долгом считает увеличение числа копий античных авторов для того, чтобы во время его понтификата латинизм смог заново расцвести. Во время разграбления Рима в 1527 году библиотека, насчитывавшая на тот момент 4 тысячи манускриптов, подверглась разорению, множество манускриптов было повреждено. В 1588 году папа Сикст V поручил архитектору Доменико Фонтана построить новое здание для библиотеки. Новое большое здание располагалось напротив старой библиотеки, для хранения манускриптов предусматривались специальные деревянные шкафы. Папа Сикст V охотно сравнивал себя с основателями таких знаменитых библиотек, как александрийская, римская и афинская.

### Развитие с XVII века
При папе Павле V для хранения документов было выделено отдельное здание. Так началась история Секретного архива, расположенного за воротами Св. Анны.
В XVII веке зародилась традиция передавать в Ватиканскую библиотеку частные коллекции и королевские собрания. Так, фонды библиотеки значительно пополнились в 1623 году, когда курфюрст Баварии Максимилиан I подарил папе Григорию XV большую часть захваченной им Гейдельбергской библиотеки (так называемая Bibliotheca Palatina — Палатинская библиотека) в знак благодарности за помощь в Тридцатилетней войне. В 1815 году из Палатинской библиотеки были возвращены в Гейдельберг 38 латинских и греческих манускриптов, а также манускрипты по истории города на немецком и латинском.
В 1657 году при папе Александре VII в Ватикан из Урбино была переведена так называемая Урбинская библиотека, представлявшая собой богатую коллекцию рукописей эпохи Возрождения (1767 текстов на латыни, 165 на греческом, 128 на иврите и арабском), основанную герцогом Урбино Федериго да Монтефельтро.

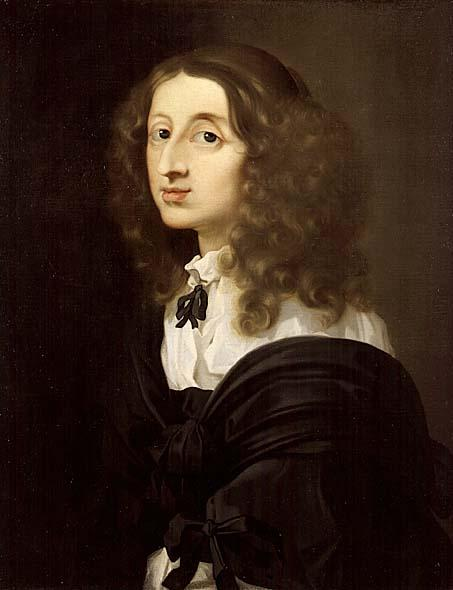
Кристина, королева Швеции

В 1689 году коллекция пополнилась собранием шведской королевы Кристины (Александровское отделение). Королева провела последние годы жизни в Риме и завещала своё собрание (частично собранное её отцом в походах на Германию и Польшу, однако большая часть была собрана ею во время пребывания в Фонтенбло) кардиналу Дечио Аццолини, племянник которого Помпео продал в 1690 году книги Александру VIII. Часть этой коллекции папа подарил своему племяннику кардиналу Пьетро Оттобони. Книги королевы Кристины, в составе которых выделялись собрания «Оттобониано» (итал. Fondi Ottoboniano; 3394 латинских и 473 греческих манускрипта) и «Каппониано» (итал. Capponiano; 288 рукописей из коллекции флорентийского маркиза Алессандро Каппони (итал. Alessandro Capponi), в 1759 году пополнили фонды библиотеки.

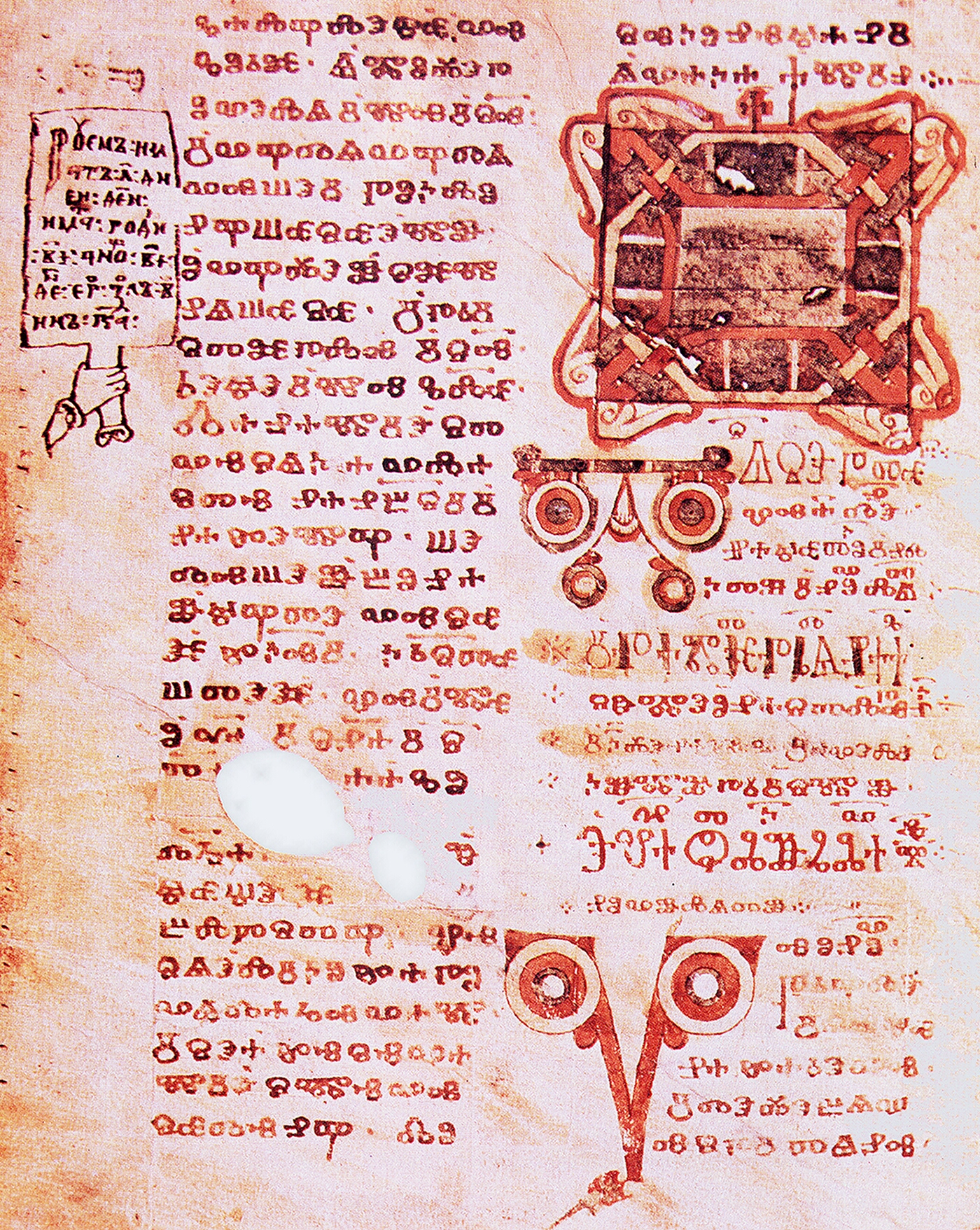
Codex Assemani, XI век

В 1715 году Климентом XI была организована экспедиция в Сирию и Египет, которую возглавил Иосиф Ассемани. За два года работы в монастырях Нитрийской пустыни, Каире, Дамаске, Ливане им было собрано около 150 ценнейших манускриптов, пополнивших собрание Ватиканской библиотеки. Папа Климент XIII присоединил всю коллекцию братьев Ассемани, составлявшую в том числе 202 сирийско-халдейских, 180 арабских и 6 турецких манускриптов.
Наполеоновские войны стали фатальными для собраний библиотеки: в 1797 году 500 манускриптов были конфискованы французской директорией. Однако в 1815 году большую часть увезённого, за исключением 36 манускриптов, удалось вернуть в Ватикан.

### Библиотека в XIX и XX веках
В 1855 году собрание библиотеки расширилось приобретённой коллекцией книг графа Чиконьяра (итал. Cicognara) и 1445 рукописями кардинала Анджело Май (итал. Angelo Mai), в прошлом главного хранителя Ватиканской библиотеки (1819—1854 гг.).
С избранием папой Льва XIII началась модернизация библиотеки: открылся читальный зал для печатных книг, основана лаборатория по реставрации манускриптов, были введены правила каталогизации манускриптов, которые действуют и по сей день. В 1891 году папа приобрёл коллекции графов Боргезе: около 300 свитков старой Авиньонской библиотеки, а в 1902 году за 525 тысяч франков архивы кардинала Франческо Барберини (итал. Fondo Barberiniano): 10 041 латинских, 595 греческих и 160 восточных рукописей вместе со старыми книжными полками; позднее итал. Codices Reginæ, Capponiani, Urbinates, Ottoboniani (3394 латинских и 472 греческих манускрипта), собрание Сикстинской капеллы (итал. Fondo della Capella Sistina, коллекция по истории музыки).
После Первой мировой войны были введены единые нормы каталогизации печатных изданий (итал. «Norme per il catalogo degli stampati»).
При папе Иоанне XXIII было приобретено несколько коллекций, в том числе итальянские рукописи из собрания Таммаро де Марини (итал. Tammaro de Marini), коллекция драматических произведений на персидском языке и эфиопских манускриптов учёного Энрико Черулли (итал. Cerulli Persiani и Cerulli Etiopici), а также Висконти и Маццукелли (итал. Visconti, Mazzucchelli), в 1922 году — Россиана (итал. Rossiana; по имени её хозяина, римского дворянина Джованни Франческо де Росси; 1195 манускриптов, 6 тысяч редких изданий, 2139 инкунабул).
В 1923 году к библиотеке была присоединена Библиотека Киджи (итал. Biblioteca Chigiana; 33 тысяч единиц, собранных преимущественно Флавио Киджи из Сиены), в 1926 году — собрание Феррайоли (итал. Fondo Ferraioli) (885 манускриптов и 100 тысяч автографов, всего более 40 тысяч единиц), в 1940 году — архив собора Святого Петра (итал. Fondo Archivio del Capitolo di San Pietro) и последнее крупное собрание манускриптов, грамот и автографов итальянского историка Федерико Патетты (итал. Fondo Patetta, содержащее в том числе рукописи по истории Пьемонта), в 1953 — архив княжеского семейства Роспильози.
22 декабря 1931 года в результате обрушения крыши библиотеки погибли 5 человек и было уничтожено около 800 книг и рукописей.

## Задачи Ватиканской библиотеки

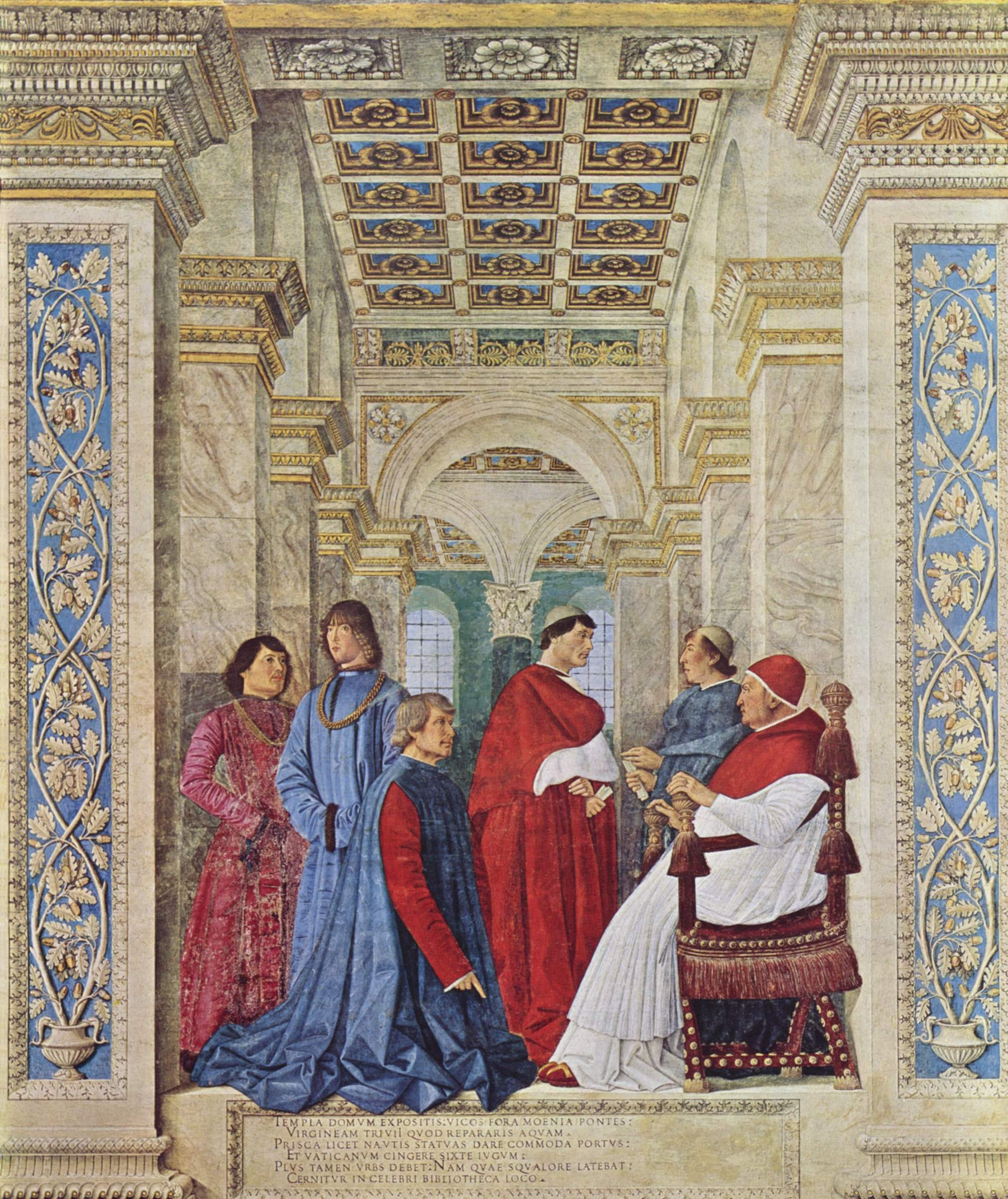
Мелоццо да Форли. Учреждение Ватиканской библиотеки папой Сикстом IV (Папа Сикст IV назначает Бартоломео Платину префектом библиотеки). 1477. Фреска

Все основные функции и задачи библиотеки, описанные в булле «Ad decorem militantis Ecclesiae» папы Сикста IV от 15 июня 1475 года, продолжают действовать и в наше время:
Ad decorem militantis Ecclesiae, fidei catholice augmentum, eruditorum quoque ac litterarum studiis insistentium uirorum commodum…
В задачи и обязанности библиотеки входят:
- сохранение и охрана культурных ценностей;
- пополнение коллекции манускриптами, книгами и предметами путём покупки, обмена и дарения;
- исследовательская работа собраний и возможность научных публикаций;
- представление собрания учёным со всего мира и обновление технических средств.

## Залы библиотеки
Первоначально залы библиотеки папы Николая V были украшены фресками Доменико Гирландайо, Мелоццо да Форли и Антониаццо Романо. С расширением фондов библиотека получила новое здание, построенное в 1587 году Доменико Фонтана. Из-за нехватки места двухэтажное здание было построено поперёк двора Бельведера, таким образом разрушив архитектурную композицию позднего Ренессанса работы Браманте.
Помещения библиотеки:

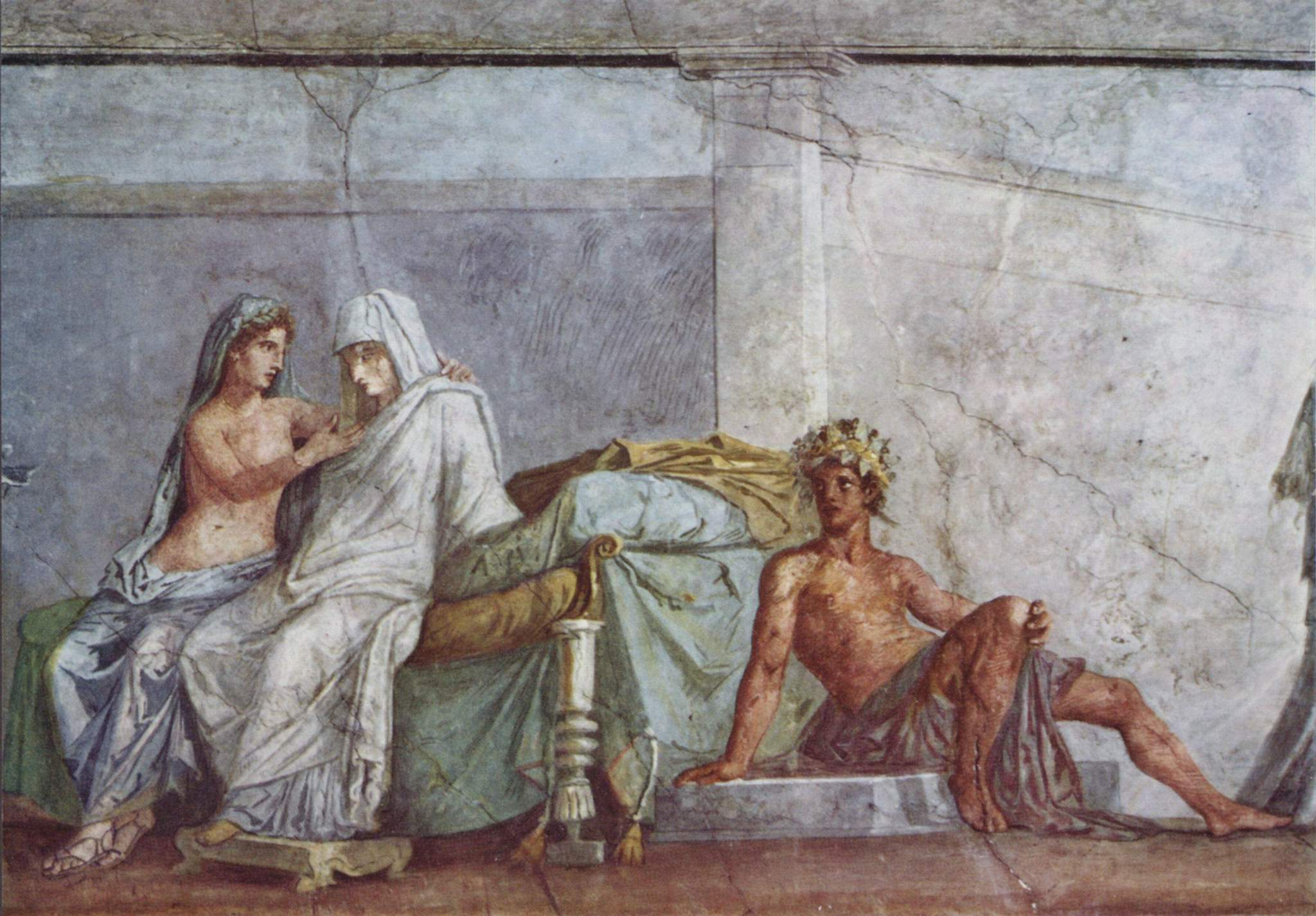
Древнеримская фреска в «Зале Свадьбы Альдобрандини»

- Зал Свадьбы Альдобрандини (итал. Sala delle Nozze Aldobrandine) появился в 1611 году при папе Пие V. В 1817 году помещение было отреставрировано для хранения медных гравюр, а в 1818 году в этот зал были перенесены античные фрески «Альдобрандинская свадьба» (эпохи Августа), возможно, изображающие свадьбу Александра Македонского и Роксаны[11]. Название фрески, найденной в 1604 году на Эсквилинском холме, восходит к его первому владельцу — кардиналу Пьетро Альдобрандини и сюжету фрески, изображающему церемонию бракосочетания. В зале также представлены фрески (около IV до н. э.), изображающие сцены из «Одиссеи», потолок украшен фреской Гвидо Рени «Подвиги Самсона».
- Зал папирусов (итал. Sala dei Papiri) (1774 год) — здесь при папе Клименте XIV хранились «равеннские папирусы» VI—IX веков. Росписи потолка работы Рафаэля Менгса изображают основание нового Музея Климента. В двух витринах зала экспонируются золотые кубки с изображениями светских, иудейских и христианских сцен.
- Зал Александра (итал. Sala Alessandrina) — построен в 1690 году при папе Александре VIII, расписан в 1818 году Доменико де Анджелис (итал. Domenico de Angelis). На фресках изображена история папы Пия VI, попавшего в плен к Наполеону, сцены его ссылки и смерти в изгнании (1799 год).
- Залы Павла (итал. Sale Paoline) — два зала, расписанные Джованни Батиста Риччоли сценами понтификата папы Павла V.
- Сикстинские залы (итал. Sale Sistine).
- Галерея Урбана VIII (итал. Galleria di Urbano VIII) — служит для хранения Палатинской библиотеки. У окон галереи расположены астрономические инструменты.
- Музей сакрального искусства апостольской библиотеки (итал. Museo sacro della Biblioteca Apostolica) — основан в 1756 году папой Бенедиктом XIV для размещения собрания раннехристианских артефактов: кубки, бронзовые и глиняные лампы, изделия из стекла и металла, икона святого Феодора (мозаика на воске, XII—XIII века).
- Музей светского искусства апостольской библиотеки (итал. Museo Profano della Biblioteca Apostolica) — выставочный зал с различными римскими и этрусскими артефактами.
- Капелла Пия V (итал. Capella di Pio V) — капелла расписана Якопо Цукки по эскизам Джорджо Вазари в 1566—1572 годах. В витрине выставлены ёмкости для хранения реликвий из капеллы Санкта-Санкторум из средневекового Латеранского дворца. Ценные сосуды, украшенные позолотой и драгоценными камнями, были перенесены в Ватикан в 1905 году, реликвии остались в новых сосудах на старом месте под алтарём капеллы святого Лаврентия. Особый интерес представляет золотой крест Пасхалия I, украшенный эмалью с изображением детства Христа, а также серебряный реликварий для хранения головы святой Пракседы, украшенный изображениями апостолов и рельефами (XI век, Византия).
- Галерея Климента (итал. Galleria Clementina) — галерея, построенная при папе Клименте XII, при Пие VI поделена на 5 залов. Стены украшают фрески с изображением сцен понтификата Пия VII работы Д. Де Анджелис.
- Сикстинский салон (итал. Salone Sistino) — зал в стиле маньеризма, спроектированный для хранения манускриптов и книг, 70 метров длиной и 15 шириной. Салон богато украшен фресками с изображением древних библиотек (в Александрии, Афинах, Риме) и их основателей (апостол Пётр изображён основывающим Ватиканскую библиотеку[10]), сцен открытия новых алфавитов, вселенских соборов (до 1587 года) и современных видов римских памятников (например, старого Латеранского дворца и для сравнения, нового, строительство которого также связано с папой Сикстом V), при этом все изображённые персонажи и сцены снабжены подписями. Изображения зданий, обелисков и площадей точно переданы в деталях, на фресках сводов изображены гротески. Художники, выполнившие росписи зала, точно не известны, возможно, гротески расписывал Просперо Орси, над фресками работали Лилио, Риччи, Гуэрра, Неббия и другие художники. Сегодня в зале размещаются выставки библиотеки.
- Зал славословий папе Пию IX (итал. Sala degli Indirizzi di Pio IX) — зал назван так по ранее располагавшимся там славословиям (итал. indirizzi) в адрес папы. Сегодня в зале экспонируются ткани, в основном средневековые фрагменты из капеллы Санкта-Санкторум. Самый старый экспонат — льняная туника, датируемая III веком[10].
- Зал славословий (итал. Sala degli Indirizzi) — сегодня в витринах зала хранятся римские и раннехристианские кубки, изделия из слоновой кости, эмали и металла: диптих из слоновой кости из Рамбоны, изображающий Богородицу на троне и распятие (около 900 года); статуи Христа на троне и 5 апостолов из позолоченной меди, покрытые эмалью и жемчугом (XIII век, некогда украшение алтаря старой церкви святого Петра).

## Фонды
См. также Книги в Ватиканской библиотеке
Залы библиотеки разделены на следующие отделения:
- Bibliotheca latina — здесь находятся тексты на латинском языке;
- Bibliotheca graeca — манускрипты на греческом;
- Bibliotheca secreta — самые ценные документы; доступ посетителей ограничен;
- Bibliotheca nova pontifica — архивные материалы.

В библиотеке хранится множество папских актов, так, например, около 4000 томов из собрания Киджи (лат. Fondi Chigiano).

### Манускрипты
Собрание манускриптов, всего около 50 тысяч, состоит из закрытой (36 отделений) и открытой частей (16 отделений), которые, в свою очередь, разделены по языкам манускриптов. Открытая часть носит название «Кодексы Ватикана» (итал. Codices Vaticani), манускрипты из закрытого отделения распределены по их происхождению.
К крупным собраниям манускриптов относятся: коллекции Барберини (собрание папы Урбана VIII) составляет около 10 тысяч латинских, греческих, восточных манускриптов (итал. Barberini Orientales) и инкунабул; в собрании Борджиани хранятся рукописи на персидском, турецком, армянском, арабском, грузинском и других языках.
Некоторые известные манускрипты Ватиканской библиотеки: Свиток Иисуса; De arte venandi cum avibus — «Об искусстве охоты с птицами» Фридриха II; Codex Vaticanus — одна из самых ценных рукописей греческой Библии, датированная серединой IV века, в X веке был добавлен орнамент, а в XV веке рукопись была частично реконструирована; Libri Carolini — Каролингские книги, сборник в четырёх книгах опровержений актов VII Вселенского Собора, а также его учения об иконопочитании, составленный по повелению императора Карла I Великого.
Старинные рукописные тексты с поэтическими текстами Вергилия:
Vergilius Romanus — рукопись начала V столетия (309 листов квадратной формы, 33 х 33 см, 19 цветных иллюстраций). Текст рукописи написан в характерной для своего времени манере — заглавными буквами, без пробелов между словами. С IX столетия до конца XV столетия манускрипт хранился в библиотеке монастыря Сен-Дени. Ватикану манускрипт был передан при папе Сиксте IV.
Vergilius Vaticanus — фрагменты рукописи, включающие произведения Вергилия из «Энеиды» (9 из 12 песен) и «Георгики» («Georgies», две книги из четырёх), по стилю оформления и иллюстрациям (сохранилось лишь 75 листов с 50 иллюстрациями) датирован концом IV — началом V столетия. Место его создания точно неизвестно. В Средние века манускрипт находился на территории бывшей Римской Галлии, в аббатстве Сен-Мартен-де-Тур, где на рубеже XV—XVI столетий попал в поле зрения французских и итальянских учёных и библиофилов. Не позднее 1510-х годов был вывезен в Италию. Около 1600 года манускрипт попал в Ватиканскую библиотеку.
Рукописи с произведениями Цицерона, Теренция, Гомера, Аристотеля, Евклида, папирус Бодмера — содержащий самый древний текст Евангелий от Луки и Иоанна, два экземпляра первопечатной Библии Гутенберга, середины XV века; а также письма Фомы Аквинского, Петрарки, Микеланджело, Рафаэля, несколько писем Мартина Лютера и Генриха VIII.

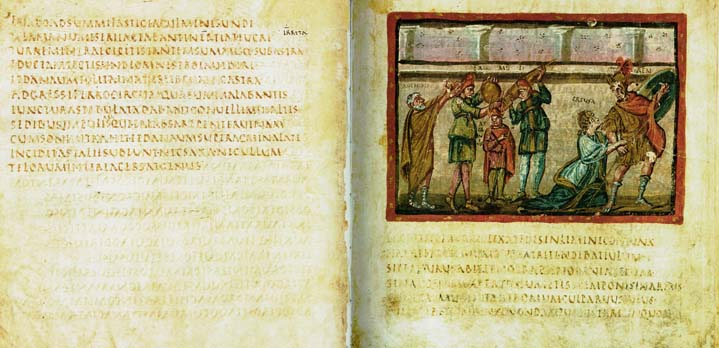
Vergilius vaticanus, «Бегство из Трои», лист 21
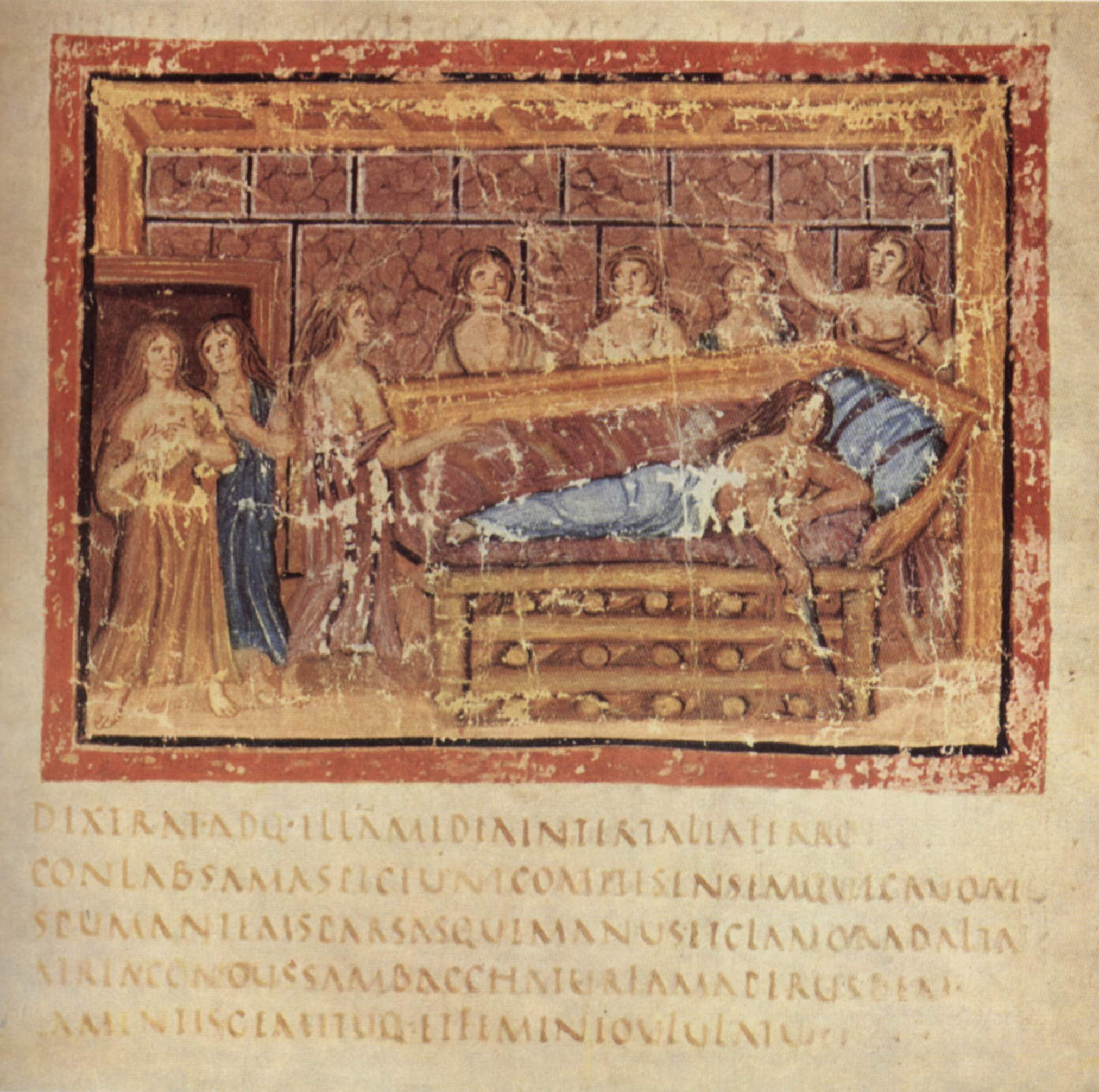
Vergilius vaticanus, «Энеида», лист 41
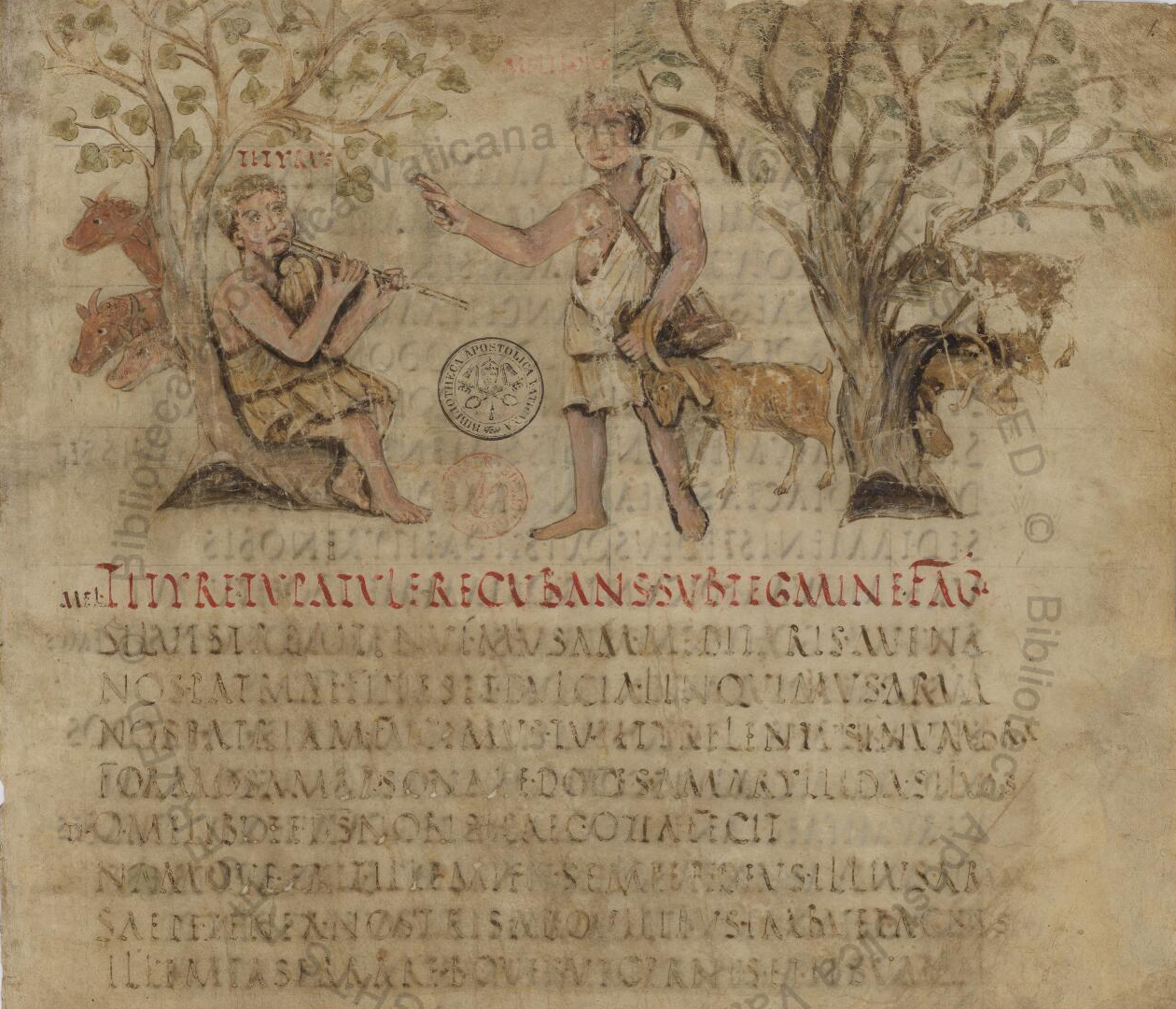
Vergilius romanus, лист 1
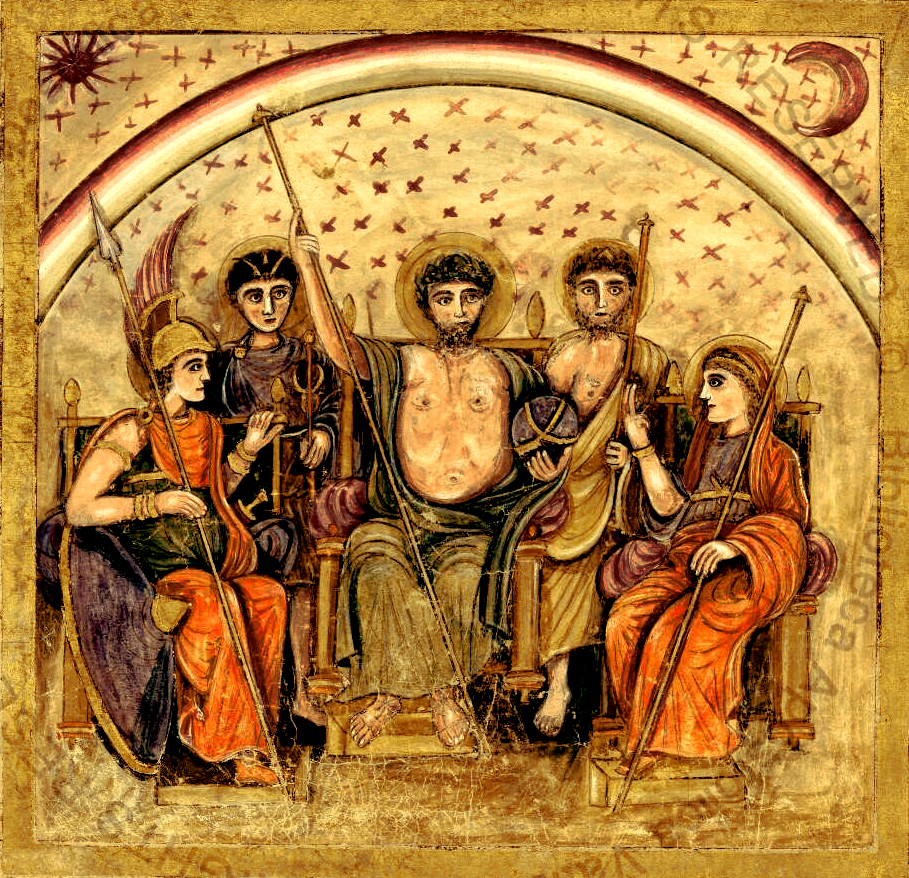
Vergilius romanus, «Совет богов», лист 234v

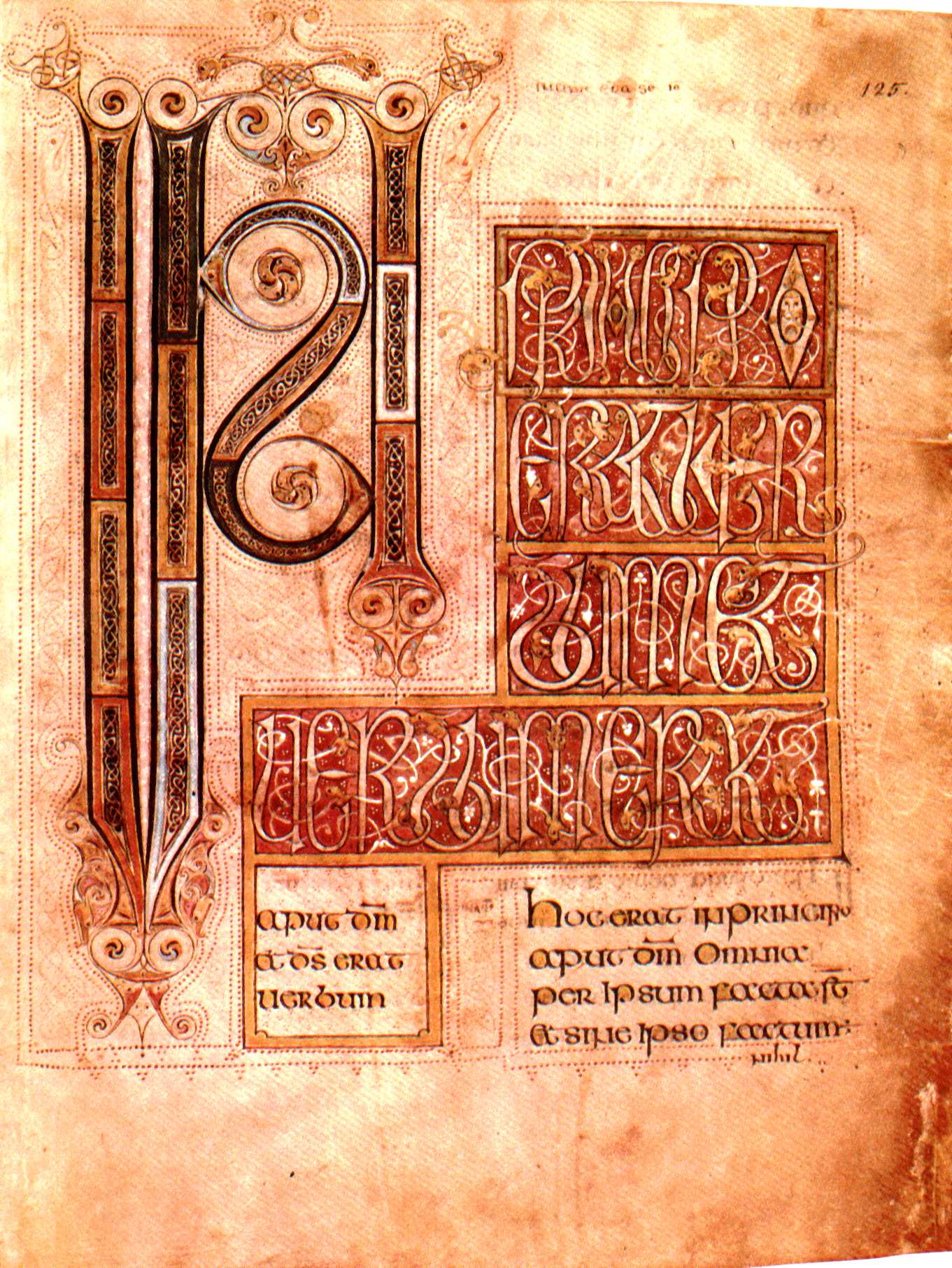
Евангелие Барберини, лист 125
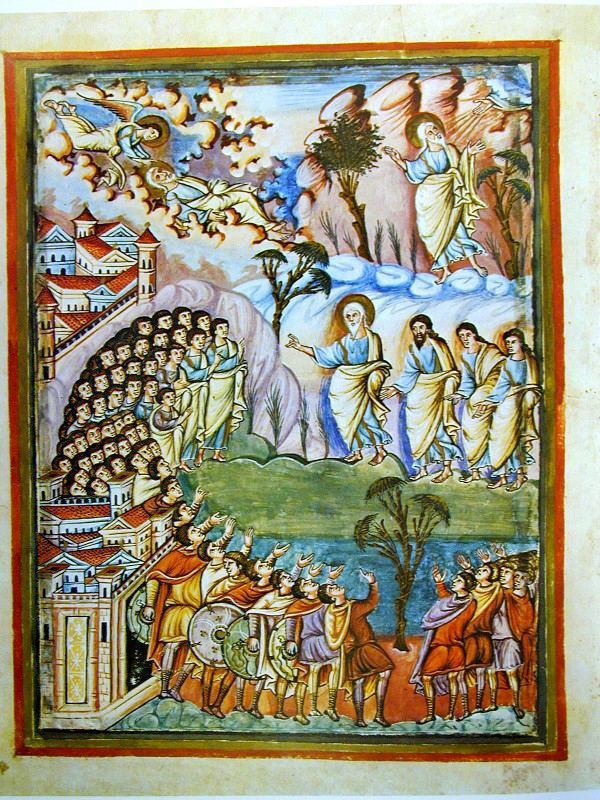
Библия Сан-Паоло-фуори-ле-Мура
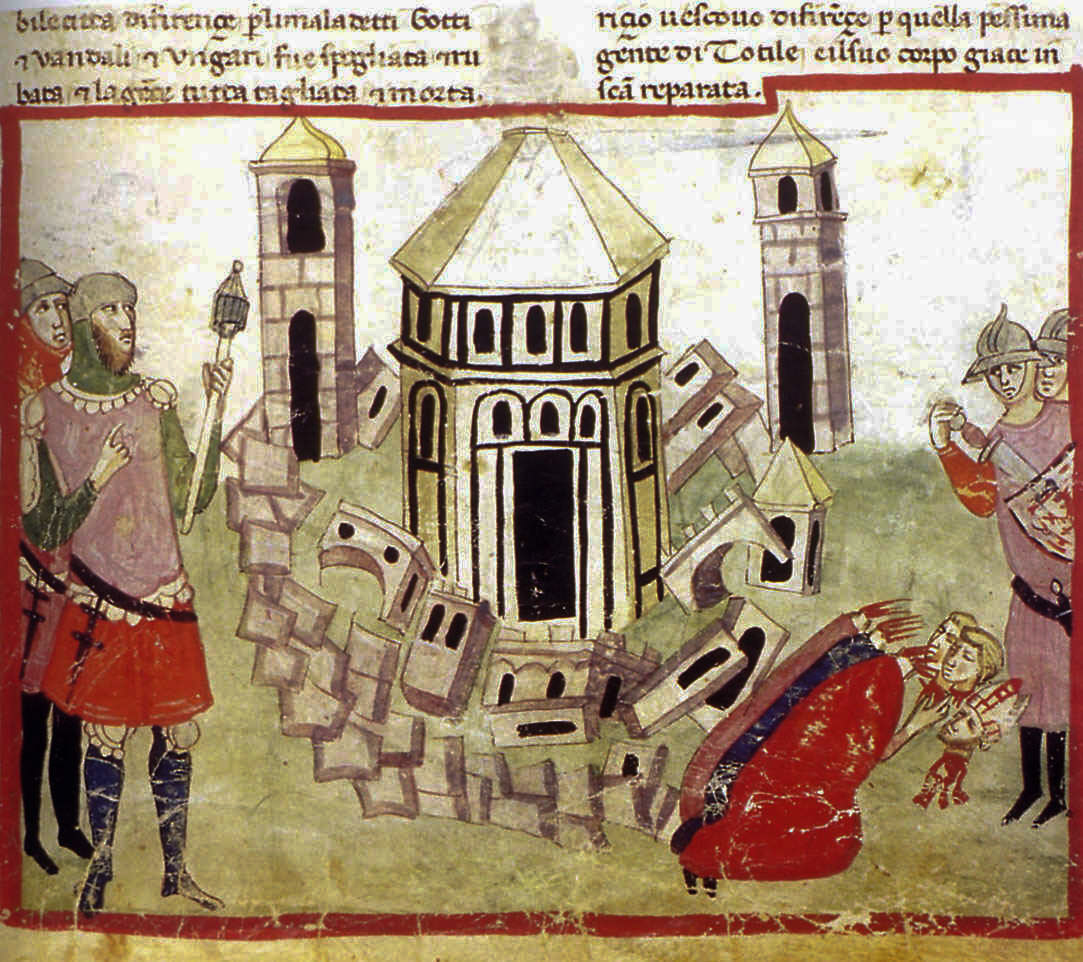
«Тотила разрушает Флоренцию», лист 36
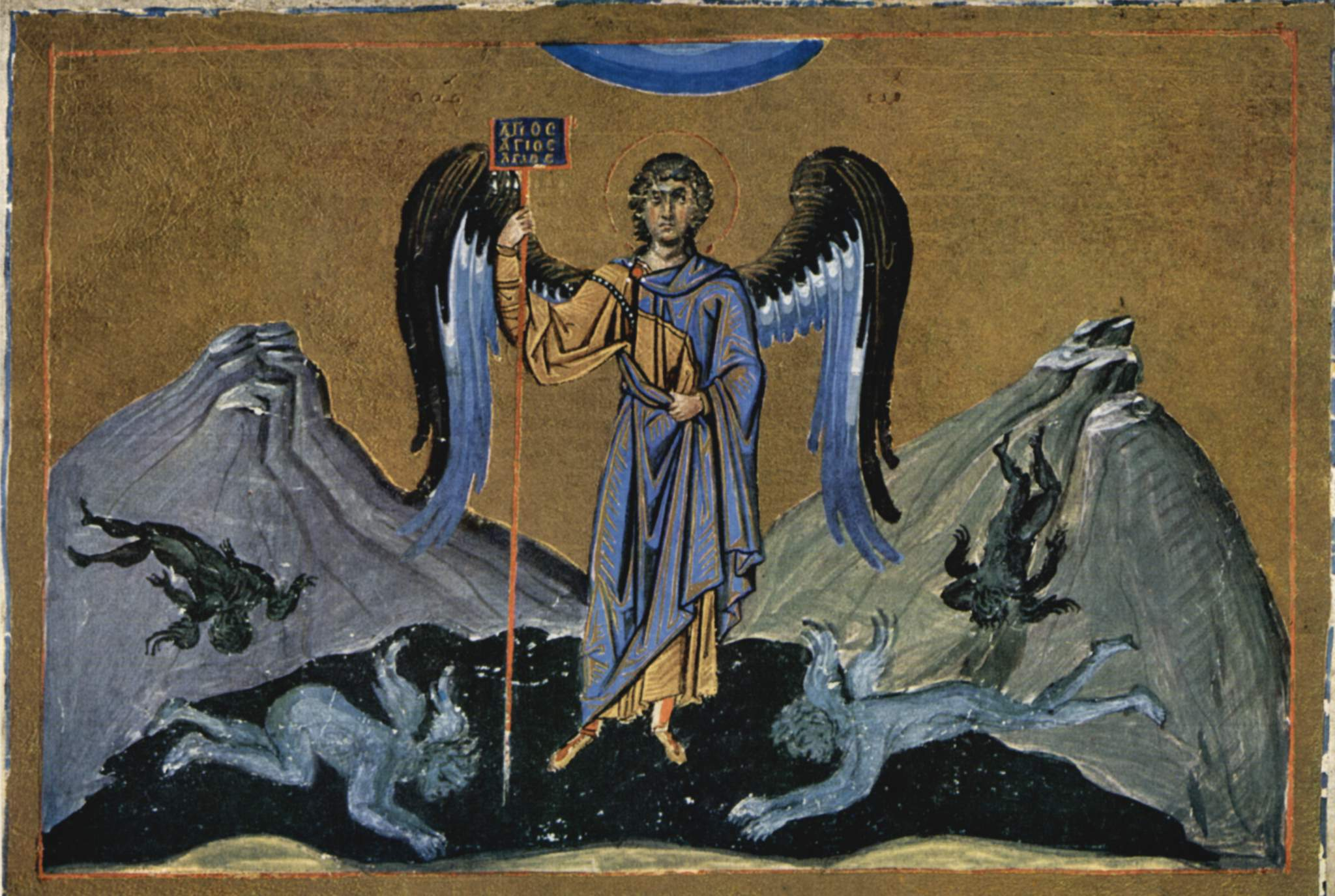
«Менологий Василия II», около 985 года

### Печатные книги
Печатные книги в Ватиканской библиотеке, распределённые по разделам палеографии, истории, истории искусства, а также классической, средневековой и ренессансной филологии, каталогизированы и представлены в сети Интернет с 1985 года. Каталог содержит 10 тысяч названий и иллюстраций современных печатных изданий.
Первые печатные книги в библиотеке появились в собрании Первой коллекции (итал. Prima Raccolta) 1620—1630 годах, позднее были присоединены книги из коллекции Барберини, Палатинской библиотеки, Целадианы (Zeladiana, по имени кардинала Франческо Саверино Целада (итал. Francesco Saverino Zelada)), библиотеки кардинала Май.

### Другие коллекции
В кабинете медных гравюр (итал. Gabinetto delle Stampe e dei Designi) размещается коллекция рисунков и репродукций, в том числе 161 том (до 1793 года) с около 32 тысячами листов, отсортированных по школам, и ещё 10 тысяч — по жанрам.

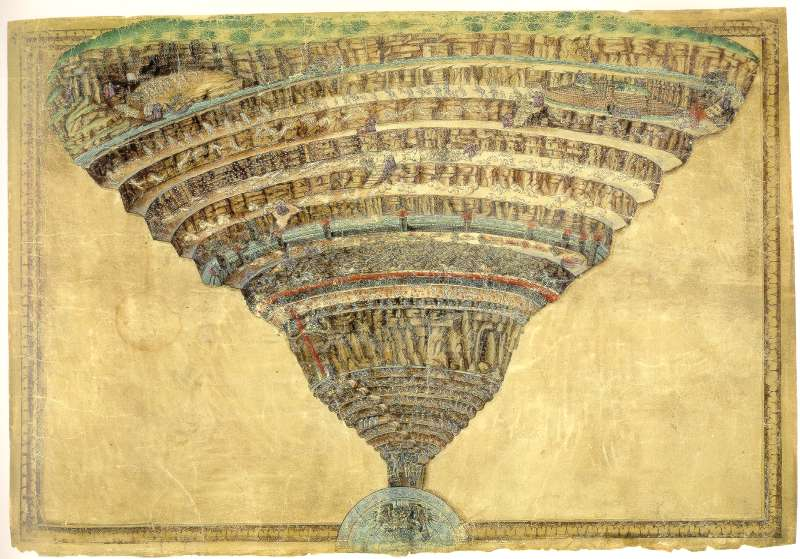
«Круги ада», одна из 7 иллюстраций Боттичелли к «Божественной комедии» из собраний библиотеки (1480—1495 года)

В залах библиотеки, в музеях светского и религиозного искусства библиотеки экспонируются богатые коллекции артефактов. С 1744 года в библиотеку была перенесена коллекция папы Бенедикта XIV, купившего собрание древних христианских стеклянных изделий кардинала Гаспаре Карпенья, собиравшего древности в катакомбах. Затем последовала коллекция драгоценных камней Веттори (итал. Vettori). Позднее обе коллекции стали частью музея религиозного искусства библиотеки. В музее также находится коллекция античных медальонов с тонкой золотой прослойкой между слоями стекла, изображающих семейные пары, святых (особенно часто встречается изображение апостолов Петра и Павла), сцены из Библии, а также светские темы, например, сцены охоты. Многие из этих артефактов были обнаружены в катакомбах Рима.
Коллекция монет и медалей (итал. Gabinetto Numismatico) была открыта в 1555 году, однако самый большой вклад в собрание сделал папа Бенедикт XIV, который приобрёл огромную коллекцию греческих и римских монет кардинала Алессандро Альбани, по своим размерам уступающую лишь коллекции короля Франции. Собрание постоянно пополнялось новыми экспонатами (например, коллекцией Ранчи в 1901 году). В настоящее время составляются электронные каталоги для орденов, монет и манускриптов.

## Управление
Буллой «Ad decorem militantis Ecclesiae» 1475 года папа Сикст IV также официально назначил персонал для управления библиотекой и регулярное жалование. Первым официальным кардиналом-библиотекарем (итал. Prottettore della Biblioteca Vaticana) стал в 1548 году Марчелло Червини (итал. Marcello Cervini).
Папа Лев XIII передал повседневные обязанности по управлению библиотекой из рук кардинала-библиотекаря профессиональным специалистам: префекту, заместителю и писцам. По словам французской исследовательницы Ватиканской библиотеки Жанны Биньями-Одье (фр. Jeanne Bignami-Odier), папа разрешил кардиналу править, но не управлять. В библиотеке работали шесть постоянных писцов (лат. scriptores — по основным языкам манускриптов, представленных в библиотеке) и пять — на сдельной основе, в обязанности которых в том числе входило научное развитие соответствующих отделений.
В настоящее время во главе библиотеки стоит кардинал-библиотекарь, в штат библиотеки также входят префект (по техническим и научным вопросам), заместитель префекта, управляющие отделениями и отдельными коллекциями (например, коллекцией монет и медалей), секретарь и казначей. Также существует совет, который консультирует кардинала-библиотекаря и префекта по важным вопросам деятельности библиотеки.
Кардиналы-архивариусы и библиотекари с момента официального основания библиотеки и Секретного архива (с 1610 года) — по сегодняшний день:

### Библиотекари Римской церкви
| Имя                                    | Годы                               | Примечания |
| -------------------------------------- | ---------------------------------- | --- |
| Джованни Андреа Бусси                  |                                    | Первый библиотекарь при папе Сиксте IV, убедил папу покровительствовать развитию книгопечатания.                                                                                   |
| Бартоломео Платина                     |                                    | Посвятил себя развитию библиотеки; составил каталог манускриптов. |
| Марчелло Червини                       | 24 мая 1550 — 9 апреля 1555        | Первый кардинал в официальной должности библиотекаря. |
| Роберто де Нобили                      | 1555—1559                          | |
| Альфонсо Карафа                        | 1559—1565                          | |
| Маркантонио Да Мула                    | 1565—1572                          | |
| Гульельмо Сирлето                      | 1572—1585                          | Знаток греческого и иврита, участвовал в издании Библии на нескольких языках (Polyglotta).                                                                                         |
| Антонио Карафа                         | 1585—1591                          | |
| Маркантонио Колонна                    | 1591—1597                          | |
| Чезаре Баронио                         | 1597—1607                          | |
| Лудовико де Торрес                     | 1607—1609                          | |
| Шипионе Боргезе Каффарелли             | 1609—1618                          | |
| Шипионе Кобеллуцци                     | 1618—1626                          | |
| Франческо Барберини                    | 1 июля 1626 — 13 декабря 1633      | |
| Антонио Барберини                      | 13 декабря 1633 — 11 сентября 1646 | |
| Орацио Джустиниани                     | 1646—1649                          | |
| Луиджи Каппони                         | 1649—1659                          | |
| Флавио Киджи                           | 21 июня 1659 — 19 сентября 1681    | |
| Лоренцо Бранкати                       | 19 сентября 1681 — 30 ноября 1693  | |
| Джироламо Касанате                     | 2 декабря 1693 — 3 марта 1700      | |
| Энрико Норис                           | 6 марта 1700 — 23 февраля 1704     | |
| Бенедетто Памфили                      | 26 февраля 1704 — 22 марта 1730    | |
| Анджело Мария Квирини                  | 4 сентября 1730 — 6 января 1755    | |
| Доменико Сильвио Пассионеи             | 1755—1761                          | |
| Алессандро Альбани                     | 12 августа 1761 — 11 декабря 1779  | По его просьбе был создан музей светского искусства библиотеки. |
| Франческо Саверио де Дзелада           | 15 декабря 1779 — 19 декабря 1801  | |
| Эрколе Консальви                       | 19 декабря 1801 — 17 июня 1806     | Про-библиотекарь |
| Луиджи Валенти Гонзага                 | 1802—1808                          | |
| Вакансия                               | 1809—1814                          | |
| Эрколе Консальви                       | 17 мая 1814 — 20 сентября 1823     | |
| Джулио Мария делла Сомалья             | 1 октября 1826 — 2 апреля 1830     | |
| Джузеппе Альбани                       | 23 апреля 1830 — 3 декабря 1834    | |
| Луиджи Ламбрускини                     | 11 декабря 1834 — 27 июня 1853     | |
| Анджело Май                            | 27 июня 1853 — 9 сентября 1854     | Провёл каталогизацию восточных собраний ВАБ. Почти 40 лет занимался исследованиями юридических текстов, обнаружил текст Цицерона De re publica.                                    |
| Вакансия                               | 9 сентября 1854 — 13 января 1860   | |
| Антонио Тости                          | 13 января 1860 — 20 марта 1866     | |
| Вакансия                               | 20 марта 1866 — 19 января 1869     | |
| Жан-Батист-Франсуа Питра               | 19 января 1869 — 9 февраля 1889    | |
| Плачидо Мария Скьяффино                | (20 февраля — 23 сентября 1889     | |
| Альфонсо Капечелатро ди Кастельпагано  | 29 апреля 1890 — 11 ноября 1912    | |
| Библиотекари Римской церкви в XX веке  |                                    | |
| Мариано Рамполла дель Тиндаро          | 26 ноября 1912 — 16 декабря 1913   | |
| Франческо ди Паола Кассетта            | 3 января 1914 — 23 марта 1919      | |
| Фрэнсис Эйден Гаскей                   | 9 мая 1919 — 5 апреля 1929         | |
| Франц Эрле                             | 17 апреля 1929 — 31 марта 1934     | Внёс значительный вклад в разработку правил каталогизации манускриптов, методов по сохранению и реставрации, написал книги по истории старой библиотеки XIII века.                 |
| Джованни Меркати                       | 18 июня 1936 — 23 августа 1957     | |
| Эжен Тиссеран                          | 14 сентября 1957 — 27 марта 1971   | Специалист по восточным языкам и ассириолог, обогатил восточное собрание библиотеки документами, собранными в ходе поездок на Восток; опубликовал описание эфиопских манускриптов. |
| Антонио Саморе                         | 25 января 1974 — 3 февраля 1983    | |
| Альфонс Штиклер                        | 8 сентября 1983 — 1 июля 1988      | |
| Антонио Хавьерре Ортас                 | 1 июля 1988 — 24 января 1992       | |
| Луиджи Поджи                           | 9 апреля 1992 — 7 марта 1998       | |
| Библиотекари Римской церкви в XXI веке |                                    | |
| Хорхе Мария Мехия                      | 7 марта 1998 — 24 октября 2003     | |
| Жан-Луи Торан                          | 24 ноября 2003 — 25 июня 2007      | |
| Раффаэле Фарина                        | 25 июня 2007 — 9 июня 2012         | |
| Жан-Луи Брюге                          | 26 июня 2012 — 1 сентября 2018     | |
| Жозе Толентину Мендонса                | 1 сентября 2018 — 26 сентября 2020 | |
| Анджело Винченцо Дзани                 | 26 сентября 2020 — 28 марта 2025   | |
| Джованни Чезаре Пагацци                | 28 марта 2025 — по настоящее время | |

## Сохранение фондов
В XIX веке в библиотеке впервые начались работы по репродукции манускриптов с помощью факсимиле: фрагментов Вергилия, манускриптов Данте и Петрарки. Однако потребность в защите и сохранении богатых собраний пап ощущалась уже с момента возникновения библиотеки. Так в булле папы назначались ответственные за сохранение собраний и защиту от насекомых, сырости и пыли. В 1555 году папа Павел IV официально ввёл должность реставратора.
Со временем состояние манускриптов стало ухудшаться также из-за коррозии чернил. По инициативе Франца Эрле, префекта библиотеки (1895—1914 годы), в 1898 году была организована международная конференция, на которой обсуждались новые методы реставрации рукописей. Новая лаборатория по реставрации была основана в 1890 году при папе Льве XIII (сегодня лаборатория находится в музее Кьярамонти). В современной лаборатории каждая фаза реставрационных работ сопровождается составлением точных карт и цифровых фотографий.
При папе Иоанне Павле II были усилены меры по сохранению и консервации собраний библиотеки. Для контроля за книгами (например, поставленными не на своё место) в библиотеке введена технология автоматической идентификации объектов — RFID (англ. Radio Frequency IDentification, радиочастотная идентификация).
Совместно с японской фирмой[какой?] была разработана новая технология, позволяющая при помощи ультрафиолетовых лучей читать первоначальные надписи переписанных пергаментов или старых документов, невидимые невооружённым глазом.

## Посещение библиотеки
Открытый доступ к фондам библиотеки для научно-исследовательской работы гарантируется Латеранскими соглашениями, формальности посещения фондов устанавливает Ватикан. Ежедневно её могут посетить в среднем 150 учёных и специалистов, предварительно получивших разрешение.
При секретариате библиотеки действует отделение по допуску к фондам библиотеки учёных, преподавателей университетов и вузов, студентов, работающих над докторскими диссертациями.
Бюро по репродукциям и правам занимается запросами по копированию для научных и учебных целей, публикаций, выставок, Интернета, использованию в аудио- и видеоматериалах. В бюро работают два отделения: услуги частного использования и иные услуги.
Фотолаборатория библиотеки может изготовить фотокопии печатных книг (только напечатанных в 1601—1990 годах), чёрно-белые фотографии, микрофильмы, компакт-диски с микрофильмов.
17 июля 2007 года залы библиотеки были закрыты для срочного ремонта, в ходе которого были укреплены полы, установлены лифты и новая система кондиционирования. После ремонта она была снова открыта 20 сентября 2010 года.